# I Wanna Be Loved by You

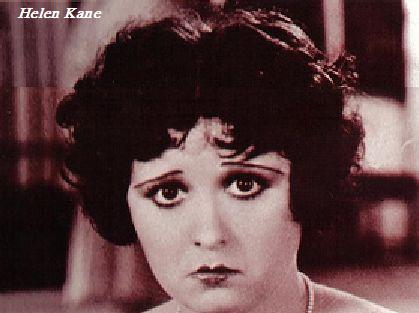
Helen Kane (1903–1966)

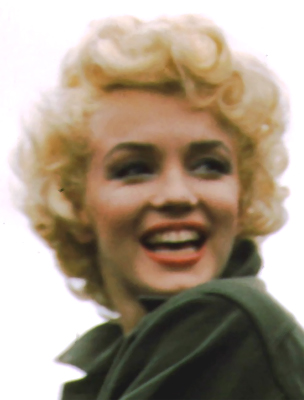
Marilyn Monroe (1954)

I Wanna Be Loved By You ist ein Lied aus dem Jahr 1928, das von Herbert Stothart und Harry Ruby komponiert wurde. Bert Kalmar schrieb den Text. Ursprünglich wurde es für das Musical Good Boy geschrieben und zunächst von Helen Kane gesungen. Bald erreichte das Lied große Popularität. Helen Kane selbst wurde ein großer Star und die 1930 entworfene Figur Betty Boop lehnt sich an sie an.
Die Aussage des Liedes ist schlicht. Eine Frau gesteht einem Mann, dass sie nur von ihm und keinem anderen geliebt werden will.
Es folgt der Refrain:
I wanna be loved by you, just you,
And nobody else but you,
I wanna be loved by you, alone!
Boop-boop-a-doop!
In den nächsten Jahrzehnten sangen große Stars wie Frank Sinatra, Rose Murphy, Verka Serduchka und Sinéad O’Connor den Song. Das Lied wurde auch in mehreren Filmen gespielt, darunter der Musicalfilm Drei kleine Worte aus dem Jahre 1950. Am bekanntesten ist die Version von Marilyn Monroe aus Billy Wilders Komödienklassiker Manche mögen’s heiß aus dem Jahre 1959, in dem sie als Mitglied einer Damenkapelle das Lied interpretiert. Es ist eines ihrer bekanntesten Lieder und zum Evergreen geworden. Der Song wurde bei der Songs-of-the-Century-Wahl auf Platz 128 gewählt.